# Sphaeralcea cordobensis
Sphaeralcea cordobensis är en malvaväxtart som beskrevs av Antonio Krapovickas. Sphaeralcea cordobensis ingår i släktet klotmalvor, och familjen malvaväxter. Inga underarter finns listade i Catalogue of Life.